# Joseph von Widnmann

Joseph von Widnmann

Joseph Freiherr von Widnmann (* 25. Dezember 1738 in München; † 26. Januar 1807 ebenda) war ein beamteter Aufklärer staatskirchlich-katholischer Prägung im Kurfürstentum Bayern. Von 1781 bis 1803 war er Landrichter von Erding und Dorfen und damit an den grundlegenden Reformen unter Minister Maximilian von Montgelas beteiligt. Er gehörte sowohl zahlreichen katholischen Vereinigungen als auch der Freimaurerei an.

## Leben
Seine Eltern waren Franz Karl Freiherr von Widnmann (1705–1780) und Maria Anna Aloisia Freiin von Imhoff (gest. 1748). In erster Ehe war er verheiratet mit Franziska Freiin von Gise (1738–1804), später mit Johanna Franziska Freiin von Segesser (1743–1813); beide Ehen blieben kinderlos.
Von Kindheit an war Widnmann in das traditionelle religiöse Leben eingebunden. Während seiner Ingolstädter Zeit fungierte er als Oberhaupt der Marianischen Studentenkongregation, wohingegen er in späteren Jahren der Münchner Größeren lateinischen Kongregation nur als passives Mitglied angehörte. Er hat sich zeitlebens nicht von diesen Bindungen gelöst, was jedoch nicht in erster Linie mit seiner Überzeugung, sondern mit seiner Stellung als (adeliger) Beamter zusammenhängt.
Neben seinem Wirken im Kirchenwesen, steht seine Verwaltungslaufbahn. 1761 bis 1781 machte er Karriere als Spitzenbeamter in den Münchner Zentralbehörden und erfuhr dort eine gründliche Schulung in sämtlichen die Landesherrschaft berührenden Bereichen. In dieser Zeit schuf er zusammen mit seinen Freunden, den Grafen Morawitzky und Preysing, einen vor der Zensur geschützten Raum für aufklärerische Publikationen. Bekanntheit erlangte sein sozial-karitatives Engagement im Waisenhaus ob der Au. 
Nach seiner Versetzung als Landrichter nach Erding, wo er von 1781 bis 1803 wirkte, trat er konventionsgemäß zahlreichen katholischen Bruderschaften bei; seine Wahl zum Präfekten (Vorsitzenden) der Langengeislinger Erzbruderschaft steht gleichfalls in Zusammenhang mit dem Landrichterposten. Dem volksfrommen, der Barockzeit verhafteten, katholischen Brauchtum stand er fern. 
In Verbindung mit der Reform der Münchner Karfreitagsprozession (1780) legte Widnmann erstmals seine Auffassung von einer gereinigten, verinnerlichten Religionsausübung dar. So weit wie mancher seiner Kollegen, etwa Anton von Eisenreich, der nur noch den „Altar im Herzen“ gelten ließ, ging Widnmann nicht; er bestand für sich wie für andere auf einem regelmäßigen Besuch des Gottesdienstes an Sonn- und hohen Feiertagen. Im Bereich der von ihm nachdrücklich geförderten Erziehung akzeptierte er ausschließlich christliche, mit dem Utilitaritätsprinzip verbundene Maximen. Demnach mussten „Bürger“ christlich und nützlich sein. Der Kirchenraum sollte so gestaltet werden, dass die Andacht durch nichts abgelenkt werde. In seinem Kunstempfinden war der Freiherr Purist, weshalb ihm der ohnehin schon schlichte (Früh-)Klassizismus noch zu „prächtig“ und „übermässig“ erschien. 
Widnmann trat als besonderer Förderer der Wallfahrtskirche Maria Dorfen auf, die unter seiner Leitung nach einem Gewölbeeinsturz wieder errichtet wurde. Er stiftete Unserer Lieben Frau  einen Seitenaltar und beteiligte sich an der Finanzierung der Glocken. Die von Widnmann angeschafften bzw. bezuschussten Gegenstände zierte einer der beliebtesten Heiligen des 18. Jahrhunderts, Johannes von Nepomuk, der Familienpatron der Freiherren von Widnmann. Sämtliche Familienmitglieder waren auch auf die Namen Johann Nepomuk/Johanna Nepomuzene getauft.  Die 1783 eingeweihte Erdinger Hauskapelle, in der Widnmann am Sonn- und Feiertagsgottesdienst teilnahm, stand unter dem Patronat dieses Heiligen, ebenso wie der Seitenaltar in Maria Dorfen. Zusätzlich lautete der Titel dieser Kapelle auf die Unbefleckte Empfängnis, ein Indiz dafür, dass Widnmann bei seiner Verehrung der Gottesmutter reformkatholische Vorstellungen in ihrer jansenistischen Ausprägung, d. h. Ablehnung der Sententia pia der Immaculata conceptio, nicht gelten ließ. Hierauf weist auch seine (allerdings den Konventionen entsprechende) Mitgliedschaft in der Herz-Jesu -Bruderschaft von Heilig Blut hin; die Herz-Jesu-Andacht wurde von den Jansenisten als Jesuiten-Andacht abgelehnt.
„Jesuiten“ war für von der Aufklärung beeinflusste Menschen ein Reizwort im ausgehenden 18. Jahrhundert, der Zeit der Spätaufklärung. Gemeinhin erkannten sie in deren Lehren und Wirken Obskurantismus und das Eintreten für antiquierte Unterrichtsmethoden. Auch Widnmann war Jesuitengegner. Als solcher trug er in der Münchner Freimaurerloge Zur Behutsamkeit den Decknamen des für seinen Kampf mit dem Jesuitismus bekannten mexikanischen/spanischen Bischofs Palafox (1600–1659). In Maria Dorfen lag das Priesterseminar der Diözese Freising, dessen Leitung ab 1778 in den Händen von Exjesuiten lag. Konflikte zwischen ihnen und Widnmann konnten da nicht ausblieben, etwa als dieser das Silber vom Gnadenaltar als für die Verehrung der Gottesmutter unnötiges Beiwerk betrachtete und seine Entfernung in Betracht zog.
Auf ähnlich breite Ablehnung wie die Jesuiten stießen bei den aufgeklärten Zeitgenossen die Mendikanten und die Angehörigen des Dritten Ordens (Eremiten), denen man Verbreitung von Aberglauben und – nicht zuletzt aufgrund der bettelnden Lebensweise – Schädigung des Volkes vorwarf.
Nachdem Widnmann Mitglied der in Opposition zu Karl Theodor, der bis 1777 Kurfürst von Bayern war und zu dessen Ländertauschprojekten stehenden Patriotenpartei geworden war (ebenso wie Johann Georg von Lori, Johann Euchar von Obermeyer, Joseph Ignaz von Leyden, Johann Kaspar Alois von La Rosée, Joseph von Tattenbach), unterhielt er zu diesem Fürsten und zu dessen Vertrauten keinen engeren Kontakt. Vielmehr war er preußenfreundlich und antiösterreichisch eingestellt.
1788 versuchte der Landrichter vergeblich gemeinsam mit anderen, dem Zweibrückener Kandidaten in das Bischofsamt von Freising zu heben. Große Veränderungen gab es nach der Amtsübernahme des neuen Herzogs von Bayern 1999. Der neuen Herrscherfamilie um Maximilian IV. Joseph aus der Nebenlinie Pfalz-Zweibrücken und dessen Mitarbeitern  war Widnmann sehr zugetan und das nicht erst seit dem Regierungswechsel von 1799, sondern bereits seit den 1770/1780er Jahren. 
Widnmann gehörte  zu den Männern, die mit der Beteiligung an der großen Verwaltungs-, Staats- und Kirchenreform den Grund zum modernen Bayern legten. Er führte als Landrichter im Rahmen der Reformen des Ministers Maximilian von Montgelas 1802/1803 die Säkularisation der Erdinger Kapuziner und der Franziskaner von Zeilhofen durch, ging dabei aber relativ rücksichtsvoll vor, zumal einer seiner Brüder als Pater Karl Maria im Kapuzinerorden lebte. 
In seiner Eigenschaft als Landschaftsverordneter (1803–1807) hatte sich Widnmann erneut mit der Säkularisation der landständischen Klöster und mit dem Reformprogramm des Ministers Montgelas zu befassen, das mehr und mehr die Rechte der Landesstände beschnitt und letztendlich 1808 zur Abschaffung des landständischen Systems führte. Hinsichtlich der Aufhebung des Prälatentums gehörte er nicht zu  den Verordneten, die wegen dieses Stands beim Landesherrn „monitieren“ bzw. wegen Beibehaltung wenigstens einiger Klöster vorstellig werden wollten. Anders als die Mehrheit der Verordneten, wollte er die Reformen nicht rückgängig machen. Stattdessen forderte der überzeugte Landadelige die Einberufung eines Landtags, wo gemeinsam mit dem Landesherrn über die Durchführung weiterer Reformen verhandelt werden sollte.
Das von Widnmann vertretene Priesterbild entsprach dem der Regierung Montgelas. Der Pfarrer sollte Volks-, Tugend- und Sittenlehrer sein. Geistlichen „Müßiggang“ verabscheute er (ihn sah er v. a. in den Kollegiatstiften). Sollte der Priester dem Kirchenvolk die geistige und auch leibliche Wohlfahrt gewähren, bedurfte er nach Widnmanns Überzeugung einer entsprechenden materiellen Versorgung. Seine Auffassung dazu ist vergleichbar mit den Maximen des Josephinismus. Die Pfarrregulierung Josephs II., die u. a. den Übergang von Besoldung in Naturalien zu Entlohnung in Geld umfasste, entsprach  Widnmanns Vorstellungen. Als Vertreter des aufgeklärten Staatskirchentums fühlte er sich berufen, die landesherrliche Gerechtsame vor Ort – in Erding – zu wahren. Folglich musste er im zuständigen Ordinariat Freising einen Gegner erkennen. Während Widnmanns Erdinger Amtszeit lieferten er und das Ordinariat sich manchen kontroversen Schriftwechsel. Er ging nicht selten in seinen oftmals stark theorielastigen Gutachten sehr weit. Der Geistliche Rat gab dem Landrichter dann keine Rückendeckung. Widnmann seinerseits war jedoch der Meinung, nur zum Vorteil der Kirche zu handeln. Der katholische Aufklärer erkannte schnell, dass die Aufrichtung einer den Vorstellungen des Aufgeklärten Absolutismus gemäßen Landesherrschaft nur funktionieren konnte unter Einbeziehung und Mitarbeit der Geistlichkeit in den Pfarreien. Insbesondere kooperierte Widnmann, etwa bei der Bildungsreform, mit Pfarrern, die reformkatholischen Idealen anhingen. Da diese in der Minderheit waren, konnte er jedoch auf das orthodoxe, z. T. in regelrechten Netzwerken organisierte Lager nicht verzichten. Besonders eng verbunden war Widman mit dem („regulierten“) Säkularinstitut der Bartholomäer, dem er z. B. seinen Neffen Peter von Widnmann zur Erziehung übergab.
Sein Verständnis von Kirchentreue bezog sich nicht auf den Papst oder die Ordinarien, sondern auf seine persönliche christliche Religiosität. Die päpstlichen Verurteilungen der Freimaurerei ignorierte er, wollte sich vielmehr durch die Loge sittlich vervollkommnen und wohltätig wirken. Kurze Zeit war er auch Mitglied im Illuminatenorden, der 1785 in Bayern verboten wurde.
Das Grundziel von Widnmanns Erdinger Amtsführung bestand darin, die sich aus den Prinzipien der Aufklärung seiner Meinung nach ergebenden Forderungen im Alltag vor Ort umzusetzen. Dieses Ziel verfolgte er während eines Zeitraums von über 20 Jahren. Er hatte dafür seinen prestigeträchtigen Posten in der Oberlandesregierung aufgegeben. Auf fast allen Gebieten – und das waren in einem Landgericht nicht wenige – versuchte Widnmann, Reformen einzuleiten und durchzuführen. Den kurbayerischen Pflegskommissaren und Landrichtern (sowie den zur Mitarbeit bereiten Teilen der Geistlichkeit) war eine wichtige Rolle bei der Verwirklichung des Reformprogramms zugedacht, da es von ihnen in erster Linie abhing, ob die vielen Reformansätze und -pläne bereits vor 1799 Wirkung entfalten konnten oder aber in den Anfängen stecken blieben.
Der Physiokrat Widnmann hegte ein patriarchalisch zu nennendes Interesse an der Wohlfahrt der besitzenden wie unbemittelten Landbevölkerung. Dieses Interesse bekundete er auch durch seine Mitgliedschaft in der Feldbaugesellschaft von Seefeld am Pilsensee. Widnmann galt als „König der Bauern“, als „Brod-Vater der Armen“. Gleichzeitig sagte er aber den aus seiner Sicht nicht arbeitswilligen Bettlern den Kampf an. Ein Hetzartikel im Deutschen Zuschauer von 1785, der ihm vorwarf, ein „Bauernschinder“ zu sein, dürfte ihn schwer getroffen haben. 
Der Neuorganisation der Landwirtschaft widmete sich Widnmann mit Vorliebe. So betrieb er die Kultivierung des Erdinger Mooses (mit Neulandverteilung an Handwerker, Kleinbauern und Tagwerker), förderte den Abbau von Torf und Tuff, initiierte die Trockenlegung des Erdinger Herzoggrabens und die damit verbundene Entfestigung der Stadt. 
Bei diesen Maßnahmen stieß Widnmann auf den teilweise vehementen Widerstand der (besitzenden) Bauern und, als erklärter Gegner der munizipalen Gewalt, der Bürger. Vorreiterstellung besaß sein Landgericht hinsichtlich der Verbreitung des Blitzableiters (ab 1782) und der Einführung der Brandversicherung (ab 1800).
Die partielle Verwirklichung von Ideen der Aufklärung blieb in der Provinz (also an den Mittel- und Unterbehörden) elitär, d. h. die traditionellen Eliten bemühten sich, das Volk für einige dieser Ideen zu gewinnen und Reformpläne der Regierung durchzusetzen. Es gelang Widnmann, seine Ideale den Bürgern und Bauern bekannt zu machen (um z. B. Viehseuchen vorzubeugen, ließ er einen Leitfaden zur Verteilung unter dem Volk drucken), vieles stieß jedoch auf Ablehnung, einiges wurde nur aus Gefälligkeit ihm gegenüber angenommen, bald wieder fallen gelassen, weniges fand dauerhaft Anklang. Von einer nachhaltigen Volksaufklärung kann nur bedingt die Rede sein. Die Bauern hatten bisher von der Obrigkeit nichts Gutes erfahren und zeigten sich auch bei Maßnahmen misstrauisch, die zu ihrem und ihrer Gemeinde Nutzen ergriffen wurden; man konnte sie kaum zur Änderung ihrer traditionellen Wirtschaftsführung veranlassen. Gleichwohl waren die von oben angeordneten Reformen  bedeutsam für die Modernisierung Bayerns.
Da Widnmann nichts veröffentlicht hat, war er zwar unter seinen Zeitgenossen bekannt, ist aber heute weitgehend vergessen.